# Louis Miriani
Louis C. Miriani (1º gennaio 1897 – Pontiac, 18 ottobre 1987) è stato un politico statunitense, sindaco di Detroit dal 1957 al 1962.

## Biografia
Miriani si laureò alla facoltà di legge dell'Università di Detroit. Fu eletto nel consiglio comunale di Detroit nel 1947, e fu presidente del consiglio dal 1949 al 1957. Divenne sindaco nel 1957, alla morte di Albert Cobo, e fu eletto poco dopo con un margine di 6 a 1 rispetto al suo sfidante. Fu sconfitto nelle elezioni del 1961 da Jerome Cavanagh, soprattutto a causa del supporto dei cittadini afro-americani a quest'ultimo.. Durante il suo mandato, vennero completate la Cobo Hall e altre parti del Civic Center. Miriani fu eletto nuovamente nel consiglio comunale nel 1965. Nel 1969 Miriani fu condannato per evasione fiscale federale e condannato a 10 mesi di prigione. Dopo questa condanna, si ritirò dalla vita politica.